# 里萨拉尔达省
里薩拉爾達省（Departamento del Risaralda）是哥倫比亞中西部的一個省，位於安第斯山脈的西科特勒拉山脈和中科特勒拉山脈之間，考卡河把本省分為兩份。面積为4,140平方公里，2018年人口为967,780人。首府佩雷拉。
1966年7月1日設省。下設十四個自治市。